# Crypsithyris thamnomyphila
Crypsithyris thamnomyphila är en fjärilsart som beskrevs av Boudinot 1985. Crypsithyris thamnomyphila ingår i släktet Crypsithyris och familjen äkta malar. Inga underarter finns listade i Catalogue of Life.